# Строганова, Марина Николаевна
Мари́на Никола́евна Стро́ганова (6 мая 1935, Москва, РСФСР — 26 июля 2016, Москва, Российская Федерация) — советский и российский учёный, специалист в области географии почв. Лауреат Государственной премии СССР (1987).

## Биография
Родилась в семье потомственных биологов. Дед — Сергей Николаевич Скадовский, профессор Московского университета, заведующий кафедрой гидробиологии. Отец, Николай Сергеевич Строганов — гидробиолог, заслуженный деятель науки РСФСР.
В 1950 г. окончила биолого-почвенный факультет МГУ по специальности почвовед-агрохимик. С 1959 г. — на кафедре географии почв факультета почвоведения МГУ старший лаборант, ассистент, старший преподаватель, доцент (1977), профессор (1999).
Кандидатская диссертация (1969) — «Структура почвенного покрова дельты реки Терек». Докторская диссертация (1998, в форме научного доклада) — «Городские почвы: генезис, систематика и экологическое значение (на примере г. Москвы)».
Похоронена на кладбище поселка Луцино.

## Научная деятельность
Сфера научных интересов:
почвы и почвенный покров центра европейской части России, Западной и Восточной Сибири, Дагестана и Дальнего Востока, роль и значение почв Москвы для экологии и оздоровления города.
Разработала концепцию формирования городских почв и специфики городского почвообразования, методологических и теоретических основ роли почв как базовой компоненты в городских экосистемах.
Обосновала теорию генезиса и географии естественных и нарушенных экосистем лесной зоны.
На этой основе создала лекционные программы и спецкурсы по структуре почвенного покрова, картоведению, почвам зарубежных стран и экологии почв.
Подготовила 5 кандидатов наук.
Соавтор научных работ:
- Почвенная карта Мира в масштабе 1: 10 млн. М. ГУГК, 1973;
- География почв и почвенное районирование Центрального экономического района СССР (1972);
- Почвенно-биогеоценотические исследования в лесных БГЦ (1979);
- Почва. Город. Экология (1997);
- Soils of Moscow and Urban Environment (1998);
- Почвенный покров мира, учебное пособие (1979);
- Почвы и растительность природных зон СССР (1986, 1987).

## Награды и звания
Лауреат Государственной премии СССР (1987) за цикл работ «Почвы мира: картография, генезис, ресурсы, освоение», опубликованных в 1965—1985 гг.